# Poligny (Seine-et-Marne)
Poligny is een gemeente in het Franse departement Seine-et-Marne (regio Île-de-France) en telt 813 inwoners (1999). De plaats maakt deel uit van het arrondissement Fontainebleau. In maart 2001 werd Gérard Papougnot herkozen als burgemeester van de gemeente, hij was sinds juni 1995 burgemeester van Poligny. In maart 2014 werd Papougnot opgevolgd door Gérard Genevieve, wiens mandaat loopt tot 2020.

## Geografie
De oppervlakte van Poligny bedraagt 27,6 km², de bevolkingsdichtheid is 29,5 inwoners per km².
De onderstaande kaart toont de ligging van Poligny (Seine-et-Marne) met de belangrijkste infrastructuur en aangrenzende gemeenten.

## Demografie
Onderstaande figuur toont het verloop van het inwonertal (bron: INSEE-tellingen).